# Distretto di La Peca
Il distretto di La Peca è un distretto del Perù nella provincia di Bagua (regione di Amazonas) con 31.506 abitanti al censimento 2007 dei quali 25.595 urbani e 5.911 rurali. Bagua, capoluogo della provincia, è stato il capoluogo del distretto fino al 26 aprile 2008 quando venne creato il Distretto di Bagua.
È stato istituito il 5 febbraio 1861.